# غوستافو سالغيرو دي ألميدا كوريا
غوستافو سالغيرو دي ألميدا كوريا (بالبرتغالية: Gustavo Salgueiro de Almeida Correia‏) (7 يوليو 1985 في ماسايو في البرازيل – )؛ هو لاعب كرة قدم كان يلعب كمهاجم.

## وصلات خارجية
- غوستافو سالغيرو دي ألميدا كوريا على موقع اتحاد أوكرانيا (الإنجليزية)
- غوستافو سالغيرو دي ألميدا كوريا على موقع رابطة كرة القدم اليابانية للمحترفين (اليابانية)
- غوستافو سالغيرو دي ألميدا كوريا على موقع قاعدة بيانات كرة القدم.إي يو (الإنجليزية)
- غوستافو سالغيرو دي ألميدا كوريا على موقع Soccerway.com (الإنجليزية)
- غوستافو سالغيرو دي ألميدا كوريا على موقع عالم كرة القدم.نت (الإنجليزية)